# Epic Games
Epic Games（エピックゲームズ、英: Epic Games.）は、アメリカ合衆国ノースカロライナ州ケーリーに本社を置くコンピュータゲーム、ソフトウェアの開発及び、販売企業。主にアクションゲームの開発を手がけている。

## 概要
Epic Gamesの前身は、1991年にティム・スウィーニーによってPotomac Computer Systemsとして設立した。設立当初は、メリーランド州ポトマックにある実家を拠点としていた。同年に最初の作品『ZZT』をリリース、1992年初頭にEpic MegaGames, Inc.へと改組し、ビジネスパートナーとしてマーク・レインを招き入れた。1999年に本社をノースカロライナ州ケーリーに移し、社名をEpic Gamesへと簡略化した。
Epic Gamesは、ゲームエンジンの「Unreal Engine」を開発している。このエンジンは『フォートナイト』や『Unreal』『Gears of War』『Infinity Blade』など自社で開発したコンピュータゲームにも採用している。商用利用も可能であり、2014年にはギネス世界記録によって「最も成功したゲームエンジン」に選ばれた。

## Epic Games Japan合同会社
同社は子会社として、コンピュータゲーム開発企業であるChair EntertainmentやPsyonix、クラウドベースのソフトウェア開発企業であるCloudgineを所有している。また、ワシントン州シアトルやイングランド、ベルリン、横浜、ソウルにおいてサブスタジオを運営している。スウィーニーが発行済み株式の過半数を所持している。年時点2017年に『フォートナイト』の人気モードがリリースされた後、同社はさらに多くの投資を受け、Unreal Engineの提供の拡大や、『フォートナイト』を中心としたeスポーツイベントの確立、Epic Gamesストアを立ち上げることができた。2020年8月には、同社の評価額が173億米ドルに達した。
2024年6月現在、後述のAppleとの係争問題を受けて、iOSでは同社ソフトの配信を行っていない状態が続いている。しかし、同月12日に他の事業者がアプリストアを提供することや他の課金システムを利用することを妨げる行為を禁止する「スマートフォンにおいて利用される特定ソフトウェアに係る競争の促進に関する法律」が第213回国会において、可決・成立したことを受けて、2025年後半に『フォートナイト』並びに『Epic Gamesストア』アプリを再リリースすることを発表した。

## テンセントとの関係
テンセントはEpic Gamesのサービスモデルをゲームに移行させる目的で、契約の一環として2012年6月に同社の40パーセントの株式を3億3000万ドルで取得した。
テンセントは2020年末より米当局の対米外国投資委員会（CFIUS）と株式の継続保有について交渉していることがロイターにより明らかとなった。CFIUSはEpic Gamesとライアットゲームズのユーザー個人情報取り扱い状況が国家安全保障リスクに当たる場合は、株式の売却を命じる権限を持つとされている。
2020年代に入って以降、ソニーグループによる出資比率が高まっており、2022年6月時点で4.9パーセントを取得している。

## 歴史
- 1991年 - ティム・スウィーニーによってメリーランド州ロックビルにPotomac Computer Systemsの名前の下創立された。同じ年に最初の製品である『ZZT』を発売した。会社はEpic Mega Gamesとして知られるようになった。
- 1994年6月 - 横スクロールアクションゲームである『Jazz Jackrabbit』が発売される。後に『Gears of War』を設計するクリフ・ブレジンスキーが最初に手がけたゲームでもある。
- 1998年5月 - ストーリー物の3DFPSである『Unreal』を発売した。これはUnrealシリーズに拡大した。Epic Mega Gamesは基幹技術であるUnreal Engine(アンリアルエンジン)のライセンス販売をし始め、他のゲーム開発会社の開発用ソフトウェアとして使用された。
- 1999年
  - 社名をEpic Gamesに変更し、ロックビル本社を含むオフィスをローリーに移転した。
  - 11月 - 『Unreal』の世界を舞台にした対戦専用FPS『Unreal Tournament』を発売。
- 2002年
  - Unreal Engine 2（アンリアルエンジン2）が公開される。
  - 10月 - 『Unreal Tournament』シリーズの2作目『Unreal Tournament 2003』を発売。
- 2003年2月 - 『Unreal 2: The Awakening』を発売。
- 2004年3月 - 『2003』の改良版である『Unreal Tournament 2004』を発売。
- 2006年11月 - Xbox 360タイトルである『Gears of War』を発売。Unreal Engine 3（アンリアルエンジン3）を利用した最初のゲームとなる。
- 2007年11月 - シリーズ3作目となる『Unreal Tournament 3』を発売。
- 2008年11月 - Xbox 360タイトルである『Gears of War 2』が北米、ヨーロッパ、アジアにて同時発売。同タイトルの日本版が2009年7月に発売。
- 2009年
  - 9月 - 『ラストレムナント』を引き合いに、日本におけるサポート体制の強化として日本支社を設置する意向を発表。
  - 11月 - 開発キットである"Unreal Development Kit"（略称はUDK）公開開始。非商用および教育目的であれば無料で利用可能。
- 2010年
  - 2月 - エピックゲームズ ジャパン株式会社設立。
  - 12月 - 同社初のiOS向け作品となるInfinity Blade発売。開発は子会社である"Chair Entertainment"が手がけた。
- 2011年9月 - 『Gears of War 3』発売。
- 2012年
  - 6月 - 中国テンセント社が40%の株を取得。
  - 6月7日 - GameTrailers TVを経由しUnreal Engine 4（アンリアルエンジン4）が一般に公開。
- 2013年 - マイクロソフトはEpicと共同で管理していた『Gears of War』のEpicが持つ版権を取得。
- 2014年 - フォートナイトβテストが開始。
- 2017年 - フォートナイトをPlayStation 4、Xbox One、PC向けにリリース。
- 2018年
  - フォートナイトをiOS、Nintendo Switch、Android（一部の機種）（ベータ版）にリリース。
  - 12月 - デジタルゲームストア「Epic Games Store」を開設。
- 2019年 - BattleBreakersをiOS、Android、PC向けにリリース。
- 2020年
  - 5月14日 - Unreal Engine 5（アンリアルエンジン5）がPlayStation 5のプレイ映像で発表。
  - Unreal Engine 5（アンリアルエンジン5）が公開。
  - 7月 - ソニーが2.5億ドル（当時のレートで約268億円）を出資し、株式の1.4%を取得[13]。
  - 8月 - App Store、Google Playからフォートナイトが削除。削除を受けEpic GamesはAppleとGoogleを訴訟する[14]。しかし、AppleやGoogleの主張が妥当であると認められ、Epic Gamesの開発者アカウントは削除された[15]。
- 2021年3月3日 - 『Fall Guys: Ultimate Knockout』の開発元として知られるMediatonicを擁する「Tonic Games Group」を買収したと発表[16]。
- 2022年3月2日 - 音楽配信サービスを手掛けるBandcampの買収を発表した[17]。
- 2023年
  - 4月 - ブラジルのゲームスタジオAquirisを買収し、社名をEpic Games Brasilに変更した[18]。
  - 9月28日 - 従業員の16％に相当する約830人を削減するとともに、Bandcampを売却すると発表した[19]。
- 2024年2月7日 - ウォルト・ディズニー・カンパニーが15億ドル（当時のレートで約2220億円）を出資[20][21]。

## 製品・サービス

### Unreal Engine
Unreal Engineは、グラフィカルレンダリングやサウンド処理、物理演算といった機能が用意されており、独自のエンジンをゼロからコーディングする必要がなく、ゲーム開発者のニーズに合わせて幅広く適応できる。このエンジンは、1998年にリリースされたファーストパーソン・シューティングゲーム『Unreal』で初めて実装された。これまでにUnreal Engine 1、Unreal Engine 2（2.5および2.Xを含む）、Unreal Engine 3、Unreal Engine 4がリリースされ、2022年4月にUnreal Engine 5の正式版がリリースされた。

### Epic Games Store
Epic Games Storeは、Epic Gamesが2018年12月7日に開設したデジタルゲームストア（オンライン配信サービス）。ウェブサイトとゲームのダウンロードとプレイに必要なスタンドアロンのランチャーの両方をローンチ。ストアでは、基本的なカタログや友達リストの管理、マッチメイキングなどの機能を提供している。Epic Gamesはストアの機能をさらに拡張する計画を立てているが、議論フォーラムやユーザーレビューといった他のデジタル配信プラットフォームのように多くの機能を追加する予定はなく、代わりに既存のソーシャルメディアプラットフォームを利用してこれらの機能をサポートしている。

### Epic Online Services
Epic Online Servicesは、『フォートナイト』で使用されたシステムに基づいた無料のSDKであり、マッチメイキングやフレンドリスト、リーダーボード、実績などの機能をMicrosoft Windows、macOS、PlayStation 4、Xbox One、Nintendo Switch 向けのゲームに実装できる。2020年5月、全ての開発者向けに提供を開始した。

### Epic Direct Payment
Epic Direct PaymentとはEpic Gamesが提供する独自のiOSとGoogle Play上での支払い方法であり、FortniteおよびEpic GamesストアのPC、Mac、Androidでトランザクションを処理するために使用している支払いシステムと同じである。名前の通り、第三者による支払い仲介を通すことなくEpicに直接支払いを行う仕組みである。それによってFortnite内でEpic Direct Paymentを使用する事により、割引となる。セキュリティー面においては、2017年にPCI-DSSに準拠し2020年7月にはRSI SecurityによるPCI-DSS準拠の監査に不具合なしで合格した。

## 騒動・問題

### AppleとGoogleへの訴訟問題
2020年8月にEpicはAppleとGoogleに訴訟を起こした。この背景には、Epicがモバイル版『フォートナイト』にApp StoreやGoogle Playが提示している30%の手数料を「反競争的な拘束と独占的慣行を使用している」としてそれらを迂回するための独自の課金システム「Epic Direct Payment」を実装したことが挙げられる。
Epicの発表を受けて、AppleとGoogleは『フォートナイト』を規約違反としてApp StoreとGoogle Playから削除した。『フォートナイト』の削除を受けて、Epicは両社に訴訟を起こした。Epic GamesのCEO・Tim Sweeney氏は日本時間の12月12日（火）、グーグルのアプリ市場「Google Play」を独占禁止法（反トラスト法）違反で提訴した裁判にて勝訴したことを報告した。
iOS版については裁判において、アプリ配信規約の見直しなどが命じられたことなどを受けて、AppleがApp Storeでの配信を容認したことから、2025年5月20日に『フォートナイト』の配信を約5年ぶりに再開した。

### iPhoneでのポルノアプリの配信
2025年2月、外部のアプリストア「AltStore（オルトストア）PAL」がiPhone上で、ポルノ動画を視聴できるアプリ「Hot Tub（ホットタブ）」の配信を始めた。アップルによると、オルトストアはエピックゲームズから支援を受けている。オルトストアのSNSの公式アカウントは「iPhoneが18歳になったので成熟したアプリが使えるようになった。世界初のアップル公認ポルノアプリだ」と投稿した。アップルは「オルトストアやエピックのような利用者の安全への懸念を共有していない運営者がアプリを配信することを、欧州委員会から求められている。我々が10年以上かけて世界一を目指してきたエコシステムに対する消費者の信頼を損なうものだ」と、EUの執行機関である欧州委を批判した。